# 陈景法
陈景法（1918年12月—1999年4月12日），男，广东新会人，中国工程师、政治人物。曾任济南市政协副主席。

## 生平
1918年12月出生于越南西贡堤岸。1942年6月毕业于同济大学机械系。1948年10月参加工作，任山东工矿部济南工业局工程师。1950年1月，任华东军政委员会工业部济南工业局技术处主任、科长。1951年11月，任济南第四机器厂工程师。1953年后，历任济南第一机床厂技术科长、工程师、副总工程师、高级工程师等职。1953年至1954年曾主持C616型普通车床的试制工作。兼任一机部济南业余机械学院副院长，山东省机械学会理事，山东省铸造学会会长等。1957年6月中国农工民主党。曾任济南市政协副主席，山东省政协常委，农工党中央委员，农工党济南市委主委等职。1999年4月12日在济南病逝。